# ポーランド人の一覧
ポーランド人の一覧（ポーランドじんのいちらん）は、ポーランド出身の著名な人物を姓の50音順に配列したものである。日本での慣例的な読みとポーランド語での読みが異なる場合（例：Wałęsa･･･pl「ヴァウェンサ」、jp「ワレサ」）、便宜的に日本で使用される読みに従う。

## あ行
- シュムエル・ノアハ・アイゼンシュタット （イスラエルの社会学者）
- サミュエル・アイレンベルグ (Samuel Eilenberg) （数学者・ユダヤ系）
- シュムエル・ヨセフ・アグノン (Shmuel Yosef Agnon) （作家・ユダヤ系）
- シモン・アシュケナージ (Szymon Aszkenazy) （歴史家・ユダヤ系）
- ステファン・アスケナーゼ (Stefan Askenase) （ピアニスト・ユダヤ系）
- イェジ・アダムスキ（ジョージ・アダムスキー） (George Adamski) （宇宙人会見者）
- トマシュ・アダメク (Tomasz Adamek) （プロボクサー、現WBCライトヘビー級世界チャンピオン）
- ショーレム・アッシュ Sholem Asch (Szolem Asz)（イディッシュ語作家・ユダヤ系）
- ソロモン・アッシュ (Solomon Asch) （ゲシュタルト心理学者・ユダヤ系）
  - モー・アッシュ　(Moe Asch)
- ヤンケル・アドラー (Jankel Adler) （画家・ユダヤ系）
- エカチェリーナ2世 (Yekaterina II Alekseyevna、本名はゾフィー・アウグステ・フリーデリケ(Sophie Auguste Frederike) ）（ロマノフ朝第8代ロシア皇帝）
- イェジ・アンジェイェフスキ (Jerzy Andrzejewski) （作家）
- アンナ・アンダーソン (Anna Anderson) （アナスタシア皇女自称者）
- アンナ・イェシェン (Anna Jesień) （陸上競技選手）
- オティリア・イェンジェイチャク (Otylia Jędrzejczak) （水泳選手）
- ヤドヴィガ・イェンジェヨフスカ (Jadwiga Jędrzejowska) （テニス選手）
- モーゼス・イッセルレス（イセレス、レマ） (Moses Isserles) （ラビ）
- ナフタリ・ヘルツ・インベル (Naftali Herz Imber) （ハッ＝ティクワー作詞者）
- ミェチスワフ・ヴァインベルク（ミェチスワフ・ヴァインベルク） (Mieczyslaw Weinberg) （作曲家）
- アンドレイ・ヴィシンスキー　 (Andriej Wyszynski) （ソ連の法律家・外交官）
- ジーモン・ヴィーゼンタール (Simon Wiesenthal) （サイモン・ヴィーゼンタール・センター開設者）
- スタニスワフ・ウィールグス (Stanisław Wielgus) （大司教）
- サロー・ウィットメイア・バロン (Salo Wittmayer Baron) （ラビ・ユダヤ史家）
- レオ・ヴィーナー　Leo Wiener （イディッシュ語学者）
- ノルベルト・ヴィーナー (Norbert Wiener) （数学者）
- アントニ・ヴィト (Antoni Wit) （指揮者）
- クシシュトフ・ヴウォダルチク (Krzysztof Włodarczyk) （プロボクサー、クルーザー級世界チャンピオン）
- パヴェウ・ヴウォトコヴィツ (Paweł Włodkowic) （教会法学者）
- ジガ・ヴェルトフ (Dziga Vertov, Kaufman) （映画監督、ボリス・カウフマンの弟）
- ヴィルフリト・ミハウ・ヴォイニチ　Wilfrid Michael Voynich / Wilfryd Michał Wojnicz （ヴォイニッチ写本で知られる）
- ヤン・ウカシェヴィチ (Jan Łukasiewicz) （論理学者、哲学者）
- アダム・ウラム (Adam Bruno Ulam) （歴史家。ユダヤ系）
- スタニスワフ・ウラム (Stanisław Ulam) （物理学者：水爆開発、数学者）
- ヴィトルト・ウルバノヴィチ (Witold Urbanowicz) （パイロット）
- マレク・エデルマン　(Marek Edelman) （循環器学者）
- スタニスワフ・エルリフ（スタニスワフ・エールリヒ）　(Stanisław Ehrlich) （ガリチア出身のポーランドの法理論学者）

## か行
- イェジー・カヴァレロヴィチ (Jerzy Kawalerowicz) （映画監督）
- レフ・カチンスキ (Lech Kaczyński)　（政治家、大統領）
- レオ・カナー　(Leo Kanner) （精神科医・ユダヤ系）
- イダ・カミンスキ (Ida Kamiński) （女優。イディッシュ・ユダヤ劇場主催者）
- ツヴィ・カリシャー (Zevi Kalischer) （ラビ・タルムード学者。シオニズムの先駆者の一人）
- ミェチスワフ・カルウォーヴィチ (Mieczysław Karłowicz) （作曲家）
- ユゼフ・カレンバハ (Józef Kallenbach) （文学史家）
- ヘルマン・カントロヴィチ （ポーゼン出身の歴史家。ユダヤ系）
- エルンスト・カントロヴィチ (Ernst Kantorowicz) （ポーゼン出身の歴史家。ユダヤ系）
- クシシュトフ・キェシロフスキ (Krzysztof Kieślowski) （映画監督）
- ヤン・キェプラ　Jan Kiepura （俳優）
- エドヴァルト・ギェレク Edward Gierek （労働運動指導者。ユダヤ系）
- マリ・キュリー (Maria Skłodowska-Curie) （ノーベル賞受賞物理学者、化学者）
- クラウス・キンスキー (Klaus Kinski) （俳優）
- クリスチャン・デイヴィッド・ギンズバーグ　Christian David Ginsburg (1831-1912) （イギリスのヘブライ語学者（マソラー学者）・キリスト教宣教師）
- イェジ・ククチカ (Jerzy Kukuczka) （登山家）
- ヨシュア・グットマン　Joshua Guttman (1915-) （ガリチア出身の歴史家。ユダヤ系）
- エドムンド・クノル＝コヴナツキ (Edmund Knoll-Kownacki) （軍人）
- アンジェイ・クビツァ (Andrzej Kubica) （サッカー選手）
- ロベルト・クビツァ（ロバート・クビサ）　(Robert Kubica)　（ポーランド人初のF1ドライバー）
- アレクサンデル・クファシニェフスキ　(Aleksander Kwaśniewski) （政治家・元大統領）
- ミハウ・クフャトコフスキ (Michał Kwiatkowski)（自転車競技選手）
- カジミェシュ・クラトフスキ　(Kazimierz Kuratowski) （数学者）
- アントニ・グラボフスキ　(Antoni Grabowski) （化学者・エスペラント運動家）
- グラマリナ　(Glamourina) （スタイリスト）
- イェジ・クリウォヴィチ　Jerzy Kuryłowicz（言語学者）
- ミコワイ・クルシェフスキ Mikołaj Kruszewski （言語学者）
- ジョランタ・グルシュニク（ポーランド語版、ロシア語版）（Jolanta Grusznic） (女優）（イオランタ・グルシュニット，Iolanta Grushnits とも表記されることがある)
- ヘンリク・ミコワイ・グレツキ　(Henryk Mikołaj Górecki) （作曲家）
- ギュンター・グラス　(Günter Grass) （作家）
- ハンナ・クラル　(Hanna Krall) （作家。ユダヤ系）
- ハインリヒ・グレーツ　(Heinrich Grätz) （ユダヤ史家）
- パヴェウ・クレツキ（パウル・クレツキ） (Paweł Klecki / Paul Kletzki) （指揮者。ユダヤ系）
- ハイム・グロース　(Chaim Gross) （コロミヤ出身の芸術家。ユダヤ系）
- ミロスラフ・クローゼ　(Mirosław Klose) （サッカー選手）
- スタニスワフ・グロフ （スタニスラフ・グロフ）　Stanisław Grof （論理学者）
- ルドルフ・グンドラフ(Rudolf Gundlach)　（技術者・戦車設計者）
- ルドヴィク・グンプロヴィチ (Ludwik Gumplowicz / Ludwig Gumplovicz) （社会学者）
- ブロニスワヴァ・ケウプルリャン＝ヴイチク (Bronisława Keuprulian-Wójcik) （音楽学者。アルメニア人）
- モリス・コーエン　(Morris "Two-Gun" Cohen) （冒険家、孫文の用心棒）
- タデウシュ・コシチュシュコ （コシューシコ） (Tadeusz Kościuszko) （軍人）
- アンジェイ・コジンスキ　Andrzej Korzynski
- イェジ・コシンスキ（ジャージ・コジンスキー）　(Jerzy Kosiński) （小説家。ユダヤ系）
- ヤン・コット (Jan Kott) （作家。ユダヤ系）
- レオポルド・ゴドフスキー　(Leopold Godowski) （ピアニスト、作曲家）
- ミコワイ・コペルニク （ニコラウス・コペルニクス） (Nikolaus Copernicus / Mikołaj Kopernik) （天文学者。ドイツ系のポーランド人）
- ウラディスラフ・コマル(Władysław Komar) （陸上競技選手。オリンピック金メダリスト）
- ヴワディスワフ・ゴムウカ（ゴムルカ） (Władysław Gomułka) （政治家）
- クシシュトフ・コメダ （クリストフ・コメダ） (Krzysztof Komeda) （ジャズ・ピアニスト）
- ヤヌシュ・コルチャック (Janusz Korczak) （小児科医、孤児院院長、児童文学作家。ユダヤ系）
- サミュエル・ゴールドウィン　(Samuel Goldwyn / Gelbfisz) （ハリウッド創設者の1人）
- シモン・ゴルドベルク (Szymon Goldberg) （ヴァイオリニスト・指揮者。ユダヤ系）
- ナフーム・ゴルトマン Nahum Goldmann
- マキシミリアノ・コルベ (Maximilian Kolbe) （カトリック聖職者・アウシュビッツの聖者）
- レシェク・コワコフスキ (Leszek Kołakowski) （作家・哲学者）
- ヴィトルド・ゴンブローヴィッチ (Witold Gombrowicz) （作家）
- ジョーゼフ・コンラッド (Joseph Conrad / Józef Teodor Konrad Korzeniowski) （英語小説家）

## さ行
- スタニスワフ・サクス　Stanislaw Saks （数学者。ユダヤ系）
- レオポルト・フォン・ザッハー＝マゾッホ　(Leopold von Sacher-Masoch) （ドイツ語作家。ウクライナ語とドイツ語などを操り、シュテットル小説を書く「スラブ人」）
- クシシュトフ・ザヌッシ　(Krzysztof Zanussi) （映画監督）
- エドワード・サピア　(Edward Sapir) （言語人類学者）
- ズビグニェフ・ザマホフスキ (Zbigniew Zamachowski)（俳優）
- ルドヴィコ・ザメンホフ　(Lazaro Ludoviko Zamenhof) （眼科医、言語学者。エスペラントの創案者。ユダヤ系）
- ヤン・ザモイスキ　Jan Zamojski （宰相。ザモシチ建設者）
- アウグスト・ザレスキ　August Zaleski （ポーランド亡命政府大統領、1947年-1972年在任）
- ハイム・サロモン (Haym Salomon) （アメリカの銀行家、財政支援家。ユダヤ系）
- イレナ・キルシェンシュテイン＝シェヴィンスカ　(Irena Kirszenstein-Szewińska) （陸上競技選手。ロシア出身。ユダヤ系）
- ボグスワフ・シェッフェル　(Bogusław Schäffer) （作曲家、劇作家）
- ゼノン・ジェブロフスキ（ゼノ）　Zenon Władysław Żebrowski(Zeno Zebrowski)
- フェリクス・ジェルジンスキ　(Feliks Dzierżyński) （革命家、行政官）
- ヴァツワフ・シェルピニスキ（シェルピンスキー）　(Wacław Sierpiński) （数学者。シェルピンスキー数、シェルピンスキーのギャスケットなど）
- ヘンリク・シェリング　(Henryk Szeryng) （ヴァイオリニスト。ユダヤ系）
- ハインリヒ・シェンカー (Heinrich Schenker) （音楽学者。ユダヤ系）
- ヘンリク・シェンキェヴィチ　(Henryk Sienkiewicz) （小説家）
- ライゼル・ジフリンスキ　Rajzel Zychlinski（イディッシュ語作家）
- カロル・シマノフスキ　(Karol Szymanowski) （作曲家）
- クリスティアン・ジメルマン → クリスティアン・ツィマーマン (Krystian Zimerman) （ピアニスト）
- デヴィッド・シーモア (David Seymour)（写真家）
- イツハク・シャミール　(Yitzhak Shamir) （イスラエルの政治家）
- アンドリュー・シャリー　(Andrew V. Schally) （医学者。ユダヤ系）
- ジョン・シャリカシュヴィリ (John Malchase David Shalikashvili) （アメリカの軍人。グルジア人）
- エリーザベト・シュヴァルツコップ (Elisabeth Schwarzkopf) （ソプラノ歌手。ドイツ人）
- アヴラハム・シュテルン（ヤイール） (Avraham Stern) ("Yair") （地下組織シュテルン、後のレヒ創設者）
- エードゥアルト・シュトラースブルガー　(Eduard Strasburger) （細胞学・植物解剖学者。ユダヤ系）
- アルトゥル・シュナーベル　(Artur Schnabel) （ピアニスト。ユダヤ系）
- ウワディスワフ・シュピルマン　(Władysław Szpilman) （ピアニスト。ユダヤ系）
- ヴィヴィアン・シュミット　(Vivian Schmitt) （ポルノ女優。ドイツ系）
- ブルーノ・シュルツ　(Bruno Schulz) （作家。ユダヤ系）
- アンジェイ・ジュワフスキ（ズラウスキー）　(Andrzej Żuławski) （映画監督、映画評論家）
- イェジイ・ジュワフスキ (Jerzy Żuławski) （小説家、哲学者、民族主義者）
- フレデリック＝フランソワ・ショパン　(Frédéric-François Chopin / Fryderyk Franciszek Chopin) （音楽家）
- セルジュ・シルベルマン　(Serge Silberman) （映画製作者。ユダヤ系）
- ヴィスワヴァ・シンボルスカ　(Wisława Szymborska) （詩人）
- カロル・スヴェルチェフスキ　(Karol Wacław Świerczewski) （軍人）
- アントニ・スウォニムスキ　Antoni Słonimski （詩人。ユダヤ系）
- スタニスワフ・スクロヴァチェフスキ (Stanislaw Skrowaczewski)　（指揮者、作曲家）
- イザベラ・スコルプコ　(Izabella Scorupco) （女優）
- レオ・スターンバック　(Leo Henryk Sternbach) （ベンゾジアゼピンを開発した化学者）
- ボグダン・スタシンスキー　(Bohdan Stashynsky) （ポーランド・リトアニア共和国領ガリツィア出身のウクライナ人。元KGB将校）
- ユゼフ・ストシゴフスキ（ヨーゼフ・ストジュゴーフスキー）　Josef Strzygowski （美術史・考古学者）
- カシア・ストラス(Kasia Struss)（ファッションモデル）
- リー・ストラスバーグ　(Lee Strasberg) （俳優。ユダヤ系）
- ユリアン・ストリーコフスキ　Julian Stryjkowski （作家。ユダヤ系）
- フロリアン・ズナニェツキ Florian Znaniecki
- イーフレイム・アヴィグダー・スパイザー　Ephraim Avigdor Speiser （考古学者）
- クリストファー・W・A・スピルマン (Christopher Szpilman) （日本近代史家）
- アガタ・ズベル (Agata Zubel) （作曲家）
- レオポルド・ズボロウスキー　Leopold Zborowski
- タデウス・スルシャルスキー (Tadeusz Ślusarski) （陸上競技選手）
- アルバート・セービン　Albert Sabin
- イレナ・センドレロヴァ（イレーナ・センドラー）（反ホロコースト慈善活動家）
- ソビェスキ家　Sobieski
- ヤン・ソビェスキ　(Jan Sobieski / John III of Poland) （軍人、ポーランド国王）→ヤン3世
- ルイス・B・ゾーン　Louis B. Sohn （法学者）()

## た行
- カロル・タウシク（カール・タウジヒ）　(Carl Tausig) （ピアニスト。ユダヤ系）
- レオポルト・ダムロッシュ　Leopold Damrosch（音楽家。ユダヤ系）
- フランク・ダムロッシュ　(Frank Damrosch) （指揮者・音楽教育者）
- アルフレト・タルスキ (Alfred Tarski) （哲学者、論理学者。ユダヤ系）
- タデウシュ・タンスキ (Tadeusz Tański)　（戦間期の技術者、自動車設計者）
- アレクサンデル・タンスマン（アレクサンドル・タンスマン） (Aleksander Tansman) （作曲家・ピアニスト。ユダヤ系）
- バーシア・チェチェレフスカ　(Basia Trzetrzelewska) （歌手）
- ハリナ・チェルニ＝ステファンスカ（ハリナ・チェルニー＝ステファニスカ）　(Halina Czerny-Stefańska) （ピアニスト。カール・チェルニーの子孫）
- アダム・チェルニアコフ (Adam Czerniakow) （政治家、ナチス時代のワルシャワ・ゲットーのユダヤ人評議会議長）
- アンゲリカ・チホツカ（Angelika Cichocka）（陸上競技選手）
- チャルトリスキ家　(Czartoryski)
- ファニー・ツァイスラー（ファニー・ブルームフィールド・ツァイスラー）　(Fannie Zeissler / Fannie (Bloomfield-) (Blumenfeld) Zeissler) （ビェルスコ＝ビャワ出身のピアニスト。ユダヤ系。夫はジークムント・ツァイスラー Siegmund Zeissler）
- ズビグニェフ・ツィブルスキ　(Zbigniew Cybulski) （俳優）
- クリスティアン・ツィマーマン　(Krystian Zimerman) （ピアニスト）
- レベカ・ティクティネル（レベッカ・ティクティーナー）　Rebecca Tiktiner （イディッシュ語作家）
- サミュエル・ディックスタイン　Samuel Dickstein （数学者。ユダヤ系）
- マウゴジャータ・ディデック (Małgorzata Dydek)　（女子バスケットボール選手）
- アントーン・イヴァーノヴィチ・デニーキン (Anton Ivanovich Denikin) （ロシア帝国軍人）
- イェヒエル・デ・ヌール　Jehiel DiNur(Finer) （イディッシュ語・ヘブライ語作家）
- エルコレ・デンボウスキー (Ercole Dembowski) （天文学者。ヤン・ドンブロフスキの子）
- ヘレーネ・ドイチュ (Helene Deutsch) （心理学者）
- アイザック・ドイッチャー　(Isaac Deutscher) （ソ連研究家、トロツキー支持者。ユダヤ系）
- カジミェシュ・トファルドフスキ　(Kazimierz Twardowski) （哲学者）
- ユリアン・トゥヴィム　Julian Tuwim （作家。ユダヤ系）
- イェジー・ドゥデク (Jerzy Dudek) （サッカー選手）
- レオポルド・トレッペル (Leopold Trepper) （ソ連のスパイ。ユダヤ系）
- ヤン・ヘンリク・ドンブロフスキ (Jan Henryk Dąbrowski) （軍人）

## な行
- パヴェウ・ナストゥラ（パウエル・ナツラ） (Paweł Nastula) （柔道家）
- ポーラ・ネグリ（バルバラ・アポロニャ・ハウピェツ） (Pola Negri) （女優）

## は行
- ジミー・バーグ（ザームエル・ヴァインベルク）　(Jimmy Berg / Samuel Weinberg) （ピアニスト、ユダヤ系）
- ルイス・バーンスタイン・ネーミア (Lewis Bernstein Namier / Ludwik Bernstein Niemirowski) （イギリスの歴史家）
- ツヴィ・ヒルシュ・ハイェス　Zvi Hirsch Chajes （ラビ）
- カジミエシュ・バイン (Kazimierz Bein)　（眼科医、エスペラントの運動家）
- ローマン・ハウベンシュトック＝ラマティ　(Roman Haubenstock-Ramati)（作曲家）
- ジグムント・バウマン　(Zygmunt Bauman) （社会学者。ユダヤ系）
- ジョアンナ・パクラ　(Joanna Pacula) （俳優）
- イグナツィ・パデレフスキ　(Ignacy Jan Paderewski) （作曲家、ピアニスト、政治家）
- ステファン・バナッハ（ステファン・バナフ）　(Stefan Banach) （化学者、ユダヤ系）
- アンジェイ・パヌフニク　(Andrzej Panufnik) （作曲家）
- ユゼフ・バビンスキ（ジョゼフ・ババンスキ、ババンスキー）　Józef Babiński, Joseph Babinski （神経学者）
- ポール・バラン　(Paul Baran) （インターネットの原型アーパネット構想者。ユダヤ系）
- レシェック・バルツェロヴィッチ　(Leszek Balcerowicz) （経済学者）
- ドミニカ・パレタ　(Dominika Paleta) （女優）
- オスカル・ハレツキ（オスカー・ハレツキ）　Oskar Halecki / Oscar Halecki （歴史家）
- ブロニスワフ・ピウスツキ　(Bronisław Piłsudski) （文化人類学者）
- ユゼフ・ピウスツキ　(Józef Piłsudski) （政治家）
- レオン・ピンスケル (Leon Pinsker) （医師・シオニズム思想家）
- パウル・フォン・ヒンデンブルク (Paul von Hindenburg) （ドイツの軍人、政治家）
- マックス・ファクター Max Factor （同名の化粧品会社を設立者）
- カジミェシュ・ファヤンス*　Kasimir Fajans （物理学者。ユダヤ系）
- ヴォイチェフ・フィバク（ヴォイチェク・フィバク） (Wojciech Fibak)　（テニス選手）
- クレメンス・フェルフネロフスキ（クレーメンス・フェルヒネロフスキ）　Klemens Felchnerowski ()
- エマーヌエル・フォイアーマン (Emanuel Feuermann) （チェリスト・指揮者）
- カロリーナ・フォルタン（Karolina Fortin）（将棋の女流棋士）
- アレクサンデル・フォルト（アレキサンデル・フォルド）　(Aleksander Ford) （両大戦間期の代表的な映画監督。ユダヤ系）
- ヴォイチェフ・フォルトゥナ　(Wojciech Fortuna)　（スキージャンプ選手）
- ミコワイ・プシェヴァウスキ（ニコライ・プルジェヴァリスキー）　Nikolai Prževaľskij / Mikołaj Przewalski （モウコノウマ再発見者）
- ヤン・ブジェフファ　Jan Brzechwa （詩人。ユダヤ系）
- ブロニスワフ・フベルマン（フーベルマン）　Bronisław Huberman （音楽家。ユダヤ系）
- ゲオルク・フート　Georg Huth （クロトシン出身の東洋学者）
- ユーリウス・フュルスト (Julius Fürst) （東洋学・ユダヤ学者）
- ユリウス・フラウエンシュテット　Julius Frauenstädt （ポーゼン管区出身の哲学者。キリスト教に改宗）
- グスタフ・アードルフ・プラッツ　en:Gustav Adolf Platz - ドイツ・マンハイム市で活躍した建築家
- ヤコブ・フランク　Jacob Frank（ユダヤ教徒の「偽メシア」。フランク派創設者）
- カール・エーミール・フランツォース　Karl Emil Franzos （作家。ユダヤ系）
- ブランディス兄弟（ユダヤ系作家兄弟）
カジミェシュ・ブランディス　Kazimierz Brandys
マリアン・ブランディス　Marian Brandys
- マックス・ブラント　(Max Brand) （作曲家）
- ズビグニェフ・ブジェジンスキ (ズビグネフ・ブレジンスキー、Zbigniew K. Brzezinski) - 政治学者、戦略家、カーター大統領の安全保障担当補佐官
- ヘルマン・フリートマン　(Hermann Friedmann) （ビャウィストク出身の哲学者。ユダヤ系）
- ボレスワフ・プルス　(Bolesław Prus) （小説家・ジャーナリスト）
- モーリス・ブルームフィールド　(Maurice Bloomfield) （インド学・サンスクリット学者。ユダヤ系）
- アレクサンドル・フレイマン　Aleksandr Arnoldovich Freiman （ワルシャワ出身のソ連のイラン語学者。ユダヤ系）
- ヴィトルト・フレヴィチ　Witold Hurewicz （数学者。ユダヤ系）
- ラファウ・ブレハッチ　(Rafał Blechacz) （ピアニスト）
- イヴァン・ブロッホ　(Ivan Bloch, Jean de Bloch, Johann von Bloch) （銀行家・著作家、平和思想家。ユダヤ系）
- ジェイコブ・ブロノフスキー　en:Jacob Bronowski （ウッチ出身の科学評論家。ユダヤ系）
- カジミエシュ・フンク（カシミール、カジミール） Casimir Funk / Kazimierz Funk （化学者。ビタミン命名（記録では二番目の発見）者。ユダヤ系）
- ヤン・ヘヴェリウシュ（ヘヴェリウス）　(Jan Heweliusz) （天文学者。ドイツ系）
- メナヘム・ベギン　(Menachem Begin) （政治家）
- ズジスワフ・ベクシンスキー（Zdzisław Beksiński)　(画家)
- アブラハム・ヨシュア・ヘシェル（ヘッシェル）　Abraham Joshua Heschel （ユダヤ哲学者）
- レーオ・ベック　Leo Baeck（ラビ）
- ヘニクシュタイン男爵家　Henikstein （ユダヤ系のオーストリアの貴族）
  - ヨーゼフ・フォン・ヘニクシュタイン　Joseph von Henikstein
  - アルフレート・フォン・ヘニクシュタイン　Alfred Freiherr von Henikstein （ウィーン出身）
- ルードルフ・ペヒ（ルドルフ・ペッヒ）　Rudolf Pöch - 医学・民俗学・人類学
- エリギウス・フランツ・ヨーゼフ・フォン・ミュンヒ・ベリングスハウゼン　Baron Eligius Franz Joseph von Münch-Bellinghausen - 劇作家 （）
- マレック・ベルカ　(Marek Belka) （経済学者・政治家、首相）
- エリーザベト・ベルグナー　Elisabeth Bergner （ドロホビチ出身のオーストリアの俳優。ユダヤ系）
- シモン・ペレス　(Shimon Peres) イスラエルの政治家）
- イツホク・レイブシュ・ペレツ　(I. L. Peretz) （イディッシュ語作家）
- カイム・ペレルマン（ペーレルマン）Chaim Perelman （ベルギーの哲学者）
- ダヴィド・ベン＝グリオン　(David Ben-Gurion) （イスラエル首相）
- イダ・ヘンデル　(Ida Haendel) （ヴァイオリニスト。ユダヤ系）
- クシシュトフ・ペンデレツキ　(Krzysztof Penderecki) （作曲家）
- ミハウ・ボイム　Michał Boym （中国に渡ったキリスト教徒）
- エーミル・レオン・ポスト　Emil Leon Post （数学・倫理学者。ユダヤ系）
- ヤン・ボードゥアン・ド・クルトネ　Jan Baudoin de Courtenay（言語学者）
- ポトツキ家　Potocki（ヘトマン家）
- ルーカス・ポドルスキ　(Lukas Podolski) （サッカー選手）
- ポニャトフスキ家　Poniatowski
  - スタニスワフ・アウグスト・ポニャトフスキ　(Stanisław August Poniatowski) （ポーランド国王）
  - ユゼフ・アントニ・ポニャトフスキ　(Józef Antoni Poniatowski) （軍人）
- ユゼフ・ホフマン　(Joseph Hoffman) （ピアニスト、ユダヤ系）
- ロアルド・ホフマン　(Roald Hoffman) （アメリカの化学者、ノーベル化学賞受賞。ユダヤ系）
- サロモン・ボホナー　(Salomon Bochner) （数学者。ユダヤ系）
- ロマン・ポランスキー　(Roman Polański) （映画監督、ユダヤ系）
- アグニエシュカ・ホランド　(Agnieszka Holland) （映画監督、ユダヤ系）
- ミェチスワフ・ホルショフスキ　(Mieczysław Horszowski) （ピアニスト）
- ルードルフ・マリーア・ホルツアプフェル　en:Rudolf Maria Holzapfel
- ザームエル・ホルトハイム　(Samuel Holdheim) （改革派ラビ）
- エウゲニウシュ・ホルバチェフスキ　(Eugeniusz Horbaczewski) （第二次世界大戦のパイロット）
- ボレスワフ1世　(Bolesław I Chrobry) （ポーランド国王）
- タデウシュ・ボロフスキ　Tadeusz Borowski（作家。ユダヤ系）
- テクラ・ボンダジェフスカ（バダジェフスカ）＝バラノフスカ　(Tekla Bądarzewska-Baranowska) （ピアニスト、作曲家）

## ま行
- イザベラ・マイコ　(Izabella Anna Mikołajczak) （女優）
- アルバート・マイケルソン　(Albert Abraham Michelson) （化学者。ユダヤ系）
- アレクシウス・フォン・マイノング　(Alexius von Meinong) （哲学者。ドイツ人）
- アダム・マリシュ（マウィシュ）　(Adam Małysz) （スキージャンプ選手）
- シドニー・B・マイヤー Sidney Baer(v)ski Myer （オーストラリアのメルボルン・マイヤー百貨店 Myer Emporium of Melbourne 創業者。ユダヤ系）
- ヴィトルト・マウツジンスキ（マルクジンスキ）　Witold Małcużyński （ピアニスト）
- カロル・マウツジニスキ　Karol Małcużyński （作家）
- スタニスワフ・マチェク （Stanisław Maczek)　（軍人）
- ルビー・マテ　Ruby Maté(Matheh) （映画監督、映画撮影監督）
- ヤン・マテイコ Jan Matejko （画家）
- クララ・マネス＝ダムロッシュ　Clara Mannes(Damrosch) （音楽家・音楽教育家。ユダヤ系）
- ヴィエスワフ・マニアク (Wiesław Jan Maniak) （陸上選手。東京オリンピック銀メダリスト）
- ブロニスワフ・マリノフスキ　(Bronisław Malinowski)　（文化人類学者）
- ルイ・マルクーシス　Louis Marcoussis(Markus) （キュビズムの芸術家。ユダヤ系）
- オシップ・マンデリシュターム　(Osip Mandelstam) （詩人・ユダヤ系）
- チェスワフ・ミウォシュ　(Czesław Miłosz) （詩人、作家）
- カール・ミクリ　(Carl Mikuli) （ピアニスト・指揮者・作曲家・音楽教師）
- リヒャルト・フォン・ミーゼス　(Richard von Mises) （ユダヤ系）
- ルートヴィヒ・フォン・ミーゼス　(Ludwig von Mises) （ユダヤ系）
- アダム・ミツキィェーヴィッチ　(Adam Mickiewicz) （詩人。リトアニア系）
- イゴール・ミトライ (Igor Mitoraj) （画家、彫刻家）
- ミコワイ・ミャスコフスキ（ニコライ・ミャスコフスキー）　(Nikolai Myaskovsky) （作曲家）
- ダリウス・ミハエルゾウスキー　(Dariusz Michalczewski) （プロボクサー、元世界チャンピオン）
- アリス・ミラー　(Alice Miller) （アメリカの作家）
- 大主教ミロン　(Arcybiskup Miron) （ポーランド正教会の大主教）
- ポール・ムニ　(Paul Muni) （俳優）
- ゴルダ・メイア　(Golda Meir) （イスラエル首相）
- クシシュトフ・メイエル　Krzysztof Meyer （作曲家）
- カール・メンガー　(Carl Menger) （経済学者。ドイツ人）
- ツェザリ・モゼレフスキー（Cezary Modzelewski）（バレエダンサー・ミュージカル俳優）
- ヘレナ・モジェスカ　Helena Modjeska(Modrzejewska) （女優）
- レシェク・モチュルスキ（ポーランド語版、英語版）(Leszek Moczulski) （政治家。歴史家でもある）
- スタニスワフ・モニューシュコ　(Stanisław Moniuszko) （劇作家）
- ゾーマ・モルゲンシュテルン　Soma Morgenstern

## や行
- ヴァンダ・ヤクボフスカ　(Wanda Jakubowska) （映画監督。ユダヤ系）
- ゲンリフ・ヤゴーダ　(Genich Jagoda/Henryk Jahoda) （ソ連の政治家。ユダヤ系）
- ロッテ・ヤコビ　(Lotte Jacobi) （写真家。ユダヤ系） ()
- ヴォイチェフ・ヤルゼルスキ　(Wojciech Jaruzelski) （軍人、政治家）
- ヤン3世　(Jan III Sobieski) （ポーランド国王）
- ヨハネ・パウロ2世（ヨハネス・パウルス2世、ヤン・パヴェウ2世、カロル・ヴォイティワ） (Iohannes-Paulus II / Jan Paweł II) （カトリック聖職者、前ローマ教皇）

## ら行
- ヴィルヘルム・ライヒ　(Wilhelm Reich) （精神分析家。ユダヤ系）
- タデウシ・ライヒシュタイン　(Tadeusz Reichstein) （科学者。ユダヤ系）
- ルドヴィク・ライヒマン　Ludwik Rajchman（細菌学者、国際連合児童基金創設者。ユダヤ系）
- エードゥアルト・ラスカー
- エミール・ラスク　(Emil Lask) （哲学者。ドイツ人）
- マルツェル・ライヒ＝ラニツキ　(Marcel Reich-Ranicki) （文芸批評家。ユダヤ系）
- イスラエル・メイール・ラウ　Yisrael Meir Lau （イスラエルの元アシュケナジム系首席ラビ）
- モーリツ・ラーツァルス　(Moritz Lazarus) （ポーゼン管区出身のユダヤ哲学者）
- カルル・ラデク　(Karol Radek) （政治家）
- グジェゴシ・ラトー　(Grzegorz Lato) （サッカー選手）
- カロル・ラトハウス（ラートハウス）　(Karol Rathaus) （作曲家）
- アグニエシュカ・ラドワンスカ　(Agnieszka Radwańska) （テニス選手）
- アダム・ラパツキ　(Adam Rapacki)（政治家）
- イジドール・イザーク・ラービ　(Isidor Isaac Rabi) （化学者。ユダヤ系）
- オスカル・ランゲ　(Oscar Lange) （経済学者）
- マイヤー・ランスキー　(Meyer Lansky) （ギャング。ユダヤ系）
- ワンダ・ランドフスカ　(Wanda Landowska) （ピアニスト、チェンバロ奏者。ユダヤ系）
- ザルツィア・ラントマン　(Salcia Landmann) （著述家）
- マリー・ランバート　(Marie Rambart /Miriam Rambach) （舞踏家。ユダヤ系）
- マクシム・リトヴィノフ　(Maksim Livinov)（政治家。ユダヤ系）
- ボレスワフ・レシミャン　Bolesław Leśmian （詩人。ユダヤ系）
- ズビグニュー・リプチンスキー　(Zbigniew Rybczyński) （映像作家・映画監督）
- ダニエル・リベスキンド　(Daniel Libeskind) （建築家。ユダヤ系）
- ローザ・ルクセンブルク　(Róża Luksemburg) （社会主義者。ユダヤ系）
- タデウス・ルット (Tadeusz Rut) （陸上競技選手）
- ヴィトルト・ルトスワフスキ　(Witold Lutosławski) （作曲家、ピアニスト）
- アンジャ・ルービック (Anja Rubik) （ファッション・モデル）
- アルトゥール・ルービンシュタイン　(Artur Rubinstein) （ピアニスト。ユダヤ系）
- ミコワイ・レイ（作家）* ユダ・レーヴ　(Judah Loew)（ラビ。カバラー研究者。作り話だが「ゴーレム」説話で著名）
- サミュエル・ハーマン・レシェフスキー　(Samuel Herman Reshevsky) （チェス選手。ユダヤ系）
- スタニスワフ・レシニェフスキ　(Stanisław Leśniewski) （論理学者）
- ルネ・レボヴィッツ　(René Leibowitz)（音楽学者・作曲家・指揮者。ユダヤ系）
  - イエシャヤフ・レイボヴィッツ　Yeshayahu Leibowitz （イスラエルの科学者）
- テオドル・レシェティツキ　(Teodor Leszetycki) （作曲家、ピアニスト）
- サミュエル・ハーマン・レシェフスキー　(Samuel Herman Reshevsky) （チェス選手。ユダヤ系）
- レーマク家　Remak（ユダヤ系科学者の家系）
  - ロベルト・レーマク　(Robert Remak)
  - エルンスト・レーマク　(Ernst Remak)
  - ロベルト・レーマク (数学者)　(Robert Remak)
- スタニスワフ・レム　(Stanisław Lem) （SF小説家。ユダヤ系）
- ラファウ・レムキン　Raphael Lemkin（人権活動家（ジェノサイドの用語を発明）。ユダヤ系）
- アルトゥール・ロジンスキ　(Artur Rodzinski) （指揮者。クロアチア出身）
- レオ・ロステン　(Leo Rosten) （作家・政治学者。ユダヤ系）
- ローガウ家（英語版）
  - ゲオルク・ローガウ（ドイツ語版）　(Georg von Logau) （文科学者）
  - ハインリッヒ・ローガウ（ドイツ語版）　(Heinrich von Logau)  （シレジアに存在したグラッツ群（ドイツ語版）の知事。マルタ騎士団に所属していた）
  - フリードリヒ・ローガウ（英語版、ドイツ語版）　(Friedrich von Logau) （詩人）
  - カスパー・ローガウ（英語版）　(Kaspar von Logau) （司教）
- ヘニング・ヴィンケル＝ローガウ（ドイツ語版）　(Henning aus dem Winckel-Logau) （政治家）
- モーリツ・ローゼンフェルト　Moriz Rosenfeld（ピアニスト。ユダヤ系）
- ヨーゼフ・ロート　(Joseph Roth) （作家。ユダヤ系）
- ジョゼフ・ローゼンストック　(Joseph Rosenstock) （指揮者。ユダヤ系）
- モーリツ・ローゼンタール (Moriz Rosenthal) （ピアニスト。ユダヤ系）
- モリス・ローゼンフェルド　(Morris Rosenfeld / Moyshe Yankev Alter) （イディッシュ語作家）
- アルフレート・ロトカ（アルフレッド・ロトカ）　(Alfred J. Lotka) （統計学者）
- ヤドヴィガ・ロドヴィッチ (Jadwiga Rodowicz)　（外交官（駐日大使）・能研究者）
- ヴァツラフ・ロプシンスキ（ポーランド語版、ロシア語版）　(Wacław Łopuszyński) （鉄道技師。主に蒸気機関車の設計者としての経歴が知られている）
- ミハウ・ロラ＝ジミェルスキ (Michał Rola-Żymierski) （軍人。元帥、国防相）

## わ行
- ビリー・ワイルダー　(Billy Wilder) （映画監督。ユダヤ系）
- ヴァンダ・ヴァシレフスカ　Wanda Wasilewska （共産主義者、作家。ユダヤ系）
- アンジェイ・ワイダ　(Andrzej Wajda) （映画監督）
- レフ・ヴァウェンサ （レフ・ワレサ） (Lech Wałęsa) （ノーベル平和賞受賞政治家）
- ハリー・ワーナー　(Harry Warner) （ワーナー・ブラザース創業者、ユダヤ系）

## ポーランドで活躍した人物
- ヤン・ズムバッハ　Jan Zumbach （スイス出身のポーランド空軍パイロット）
- ファウスト・ソッツィーニ　Faustus Socinus - ポーランドにおけるソッツィーニ派創始者
- ザーロモン・ビルンバウム（ゾーロモン・ビルンバウム）　(Salomon Birnbaum) （ウィーン生まれ。ナータン・ビルンバウムの息子）
- ランダウのハンス・ボーナー、ヤン・ボネル　Hans Boner aus Landau, Jan Boner - ドイツ出身の商人
- ジャック・ロッシ　Jacques Rossi

## 在外

### ドイツ
プロイセン出身者の一覧も参照
- ハインリヒ・カミンスキ　Heinrich Kaminski - 作曲家
- リヒャルト・クーラント（リチャード・クーラント）　Richard Courant - ドイツ出身のアメリカの数学者
- フランツ・クサヴァー・シャルヴェンカ (Franz Xaver Scharwenka)　（ピアニスト・作曲家）
- エルンスト・ヘルツフェルト　Ernst Herzfeld （考古学者。父親はポーゼン管区の出身。福音派）

### それ以外
- エマニュエル・アックス　(Emanuel Ax) （音楽家。ユダヤ系）
- ギヨーム・アポリネール　Guillaume Apollinaire / Wilhelm Apolinaris Kostrowicki （詩人）
- ジョージ・アンタイル　(George Antheil) （アメリカの作曲家）
- ゴア・ヴァービンスキー　(Gore Verbinski) （映画監督・脚本家）
- アンヌ・ヴィアゼムスキー　(Anne Wiazemsky) （女優、小説家）
- ロイ・ウェレンスキー　Roy Welensky - ローデシアの政治家。ユダヤ系
- ポール・ウォルフォウィッツ　(Paul Wolfowitz) （アメリカの政治家）
- ハーヴェイ・カイテル　(Harvey Keitel) （俳優）
- ジン・キニスキー　(Gene Kiniski) （プロレスラー）
- ジョン・ギールグッド　(John Gielgud) （俳優・演出家）
- ジョー・クーバート　Joe Kubert - アメリカの漫画家。ユダヤ系
- メラニー・クライン　(Melanie Klein) （心理学者。ユダヤ系）
- ジーン・クルーパ　Gene Krupa - ミュージシャン、ジャズドラマー
- ピエール・クロソフスキ　(Pierre Klossowski) （作家）
- ハンス・ケルゼン　(Hans Kelsen) （法学者。ユダヤ系）
- レイモン・コパ　(Raymond Kopa / Kopaszewski) （サッカー選手）
- アンドレ・シトロエン　(André Citroën) （シトロエン創業者。母親がポーランド出身）
- アル・シモンズ　(Al Simmons / Aloysius Horry Szymański) （外野手）
- リーラ・ジョセフォウィッツ　(Leila Josefowicz) （ヴァイオリニスト。ユダヤ系）
- シンウェル家　Shinwell
  - エマニュエル・シンウェル　Emanuel Shinwell
- マウリッツ・スティッレル　(Mauritz Stiller) （脚本家・映画監督）
- アレクサンダー・フォン・ツェムリンスキー　(Alexander von Zemlinsky) （指揮者。ユダヤ系）
- ピンハス・ツケルマン（ズーカーマン）　(Pinchas Zukerman) （ヴァイオリニスト。ユダヤ系）
- トルプチェフスキ、トルベツキ（トルベツコイ）家　Trubczewski / Trubecki, Troubetzkoy - ポーランド系の帝政ロシアの政治家
- エリー・ナーデルマン（ネーデルマン）　(Elie Nadelman) （彫刻家）
- ヴァツワフ・ニジニスキ（ヴァーツラフ・ニジンスキー）　(Wacław Niżyński) （舞踏家）
- ブロニスワヴァ・ニジニスカ（ブロニスラヴァ・ニジンスカヤ）　(Bronisława Niżyńska) （舞踏家）
- マックス・ノルダウ　(Max Simon Nordau) （シオニズム指導者）
- アンジェロ・ハイルプリン　Angelo Heilprin
- ローレン・バコール　(Lauren Bacall) （女優）
- ジム・パチョレック　(Jim Paciorek) （野球選手）
- ハーバート・ハート　(Herbert Hart) （法哲学者）
- ピーター・バラカン　(Peter Barakan) （音楽評論家・ディスクジョッキー）
- バルタサル・ド・ローラ（バルテュス）　Balthasar Klossowski de Rola(Balthus) （画家）
- ピーター・フォーク　(Peter Falk) （俳優）
- アダム・プシェヴォルスキ　(Adam Przeworski) （政治学者）
- ブーバー家　Buber
  - ザーロモン・ブーバー　Salomon Buber（タルムード学者）
  - マルティン・ブーバー　(Martin Buber) （ユダヤ教宗教哲学者。ウィーン出身、ガリチアで育つ）
- ジークムント・フロイト　(Sigmund Freud) （心理学者。ユダヤ系）
- アンリ・ベルクソン　(Henri Bergson) （社会学者。ユダヤ系）
- デイヴィッド・ヘルフゴット　(David Helfgott) （ピアニスト。ユダヤ系）
- ポチョムキン家 - ポーランド系の貴族
- エリック・ホブズボーム　(Eric Hobsbawm) （エジプト出身の歴史家。ユダヤ系）
- マンキーウィッツ（マンキェヴィチ）家 - ポーランドからのユダヤ系移民
  - ジョセフ・L・マンキーウィッツ　(Joseph L. Mankiewicz) （映画監督）
  - ハーマン・J・マンキーウィッツ　Herman J. Mankiewicz
- レイ・マンザレク　(Ray Manzarek) （ロック・ミュージシャン）
- ウジェーヌ・ミンコフスキー　(Eugène Minkowski) （社会学者。ユダヤ系）
- モーリッツ・モシュコフスキー　(Moritz Moszkowski) （作曲家）
- カール・ヤストレムスキー (Carl Yastrzemski) （野球選手）
- ヴィクター・ヤング　(Victor Young) （作曲家）
- アーロン・ローザンド　(Aaron Rosand) （音楽家。ユダヤ系）

### ポーランド系、祖先がポーランド人
- アレッサンドラ・アンブロジオ- ブラジルのモデル、国立複合硬化症全権大使。ポーランド系ブラジル人。
- マイケル・ヴァルタン　(Michael Vartan) （俳優）
- フランク・ウィルチェック　(Frank Wilczek) （2004年ノーベル物理学賞受賞者）
- ウォシャウスキー兄弟
- スティーブ・ウォズニアック　(Steve Wozniak) （コンピューター・エンジニア）
- J・M・クッツェー (John Maxwell Coetzee) 南アフリカのノーベル文学賞作家。アフリカーナーだがポーランド系の出自も持つ。
- リヒャルト・クーデンホーフ＝カレルギー (Richard Coudenhove-Kalergi) オーストリアの政治家、哲学者。祖母がポーランド人のマリー・カレルギーMarie Kalergi
- ゴランツ家　Gollancz
- バリー・ゴールドウォーター　(Barry Goldwater) （祖先は Goldwasser 姓のユダヤ系移民）
- サムエル家
  - ハーバート・サミュエル
  - スウェイスリング男爵モンタギュー家
    - 初代スウェイスリング男爵サミュエル・モンタギュー
- ドミートリイ・ショスタコーヴィチ（作曲家）
- シュシャ - ブラジルの歌手。ペレの元恋人。ポーランド系ブラジル人。
- レオポルド・ストコフスキー (Leopold Stokowski) （指揮者）
- アート・スピーゲルマン Art Spiegelman （アメコミ漫画家。ユダヤ系）
- ロジャー・ゼラズニイ (Roger Zelazny) （小説家）
- リーリー・ソビエスキー (Leelee Sobieski) （女優）
- パット・ベネター Pat Benatar(Andrzejewski) （ロックシンガー）
- モーリッツ・モシュコフスキー (Moritz Moszkowski) （ピアニスト・作曲家）
- タラ・リピンスキー　(Tara Lipinski) （アメリカ/フィギュアスケーター）
- モニカ・ルインスキー　(Monica Lewinsky) （祖先はポーランドからのユダヤ系移民）
- パウロ・レミンスキ　- ブラジルの作家、詩人。ポーランド系ブラジル人。
- ジャイメ・レルネル　- ブラジルの政治家。元クリチバ市市長。同市の都市計画の責任者。ユダヤ系。ポーランド系ブラジル人。
- 加藤シルビア　- TBSアナウンサー。母親がポーランド人。